# Thomas Forstner
Thomas Forstner (nacido el 3 de diciembre de 1969 en Deutsch Wagram, Austria) es un cantante que representó a Austria en el Festival de la Canción de Eurovisión dos veces. En 1989 interpretó "Nur ein Lied" (español: Sólo una canción) en Lausana, dándole a Austria un quinto lugar - su más alta posición desde la última vez que ganó (en 1966) - y en todos los concursos siguientes hasta la victoria de Conchita Wurst en 2014. Forstner fue elegido para representar a Austria de nuevo en Roma en 1991. Su canción, "Venedig im Regen" (español: Venecia bajo la lluvia) terminó en 22º lugar, no logrando obtener ni un punto.

## Discografía
- 1987 South African Children (SI)
- 1988 Vera (SI)
- 1989 Nur ein Lied (07INCH45)
- 1989 Nur ein Lied (MX)
- 1989 Wenn Nachts die Sonne scheint / Don´t Say Goodbye Tonight (07INCH45, 12INCH45)
- 1989 Song of Love (SI)
- 1990 Wenn der Himmel brennt (CD-SI)
- 1990 V/A: 16 Megahits (CD)
- 1991 Venedig im Regen (SI), Miles Away (SI)
- 1994 Voll erwischt (CD-SI)
- 2001 You're in the army now (pseud. STG77) (MX)
- 2002 Hello (pseud. Vincent Parker) (MX)

| Predecesor: "Lisa Mona Lisa" Wilfried          | Austria en el Festival de Eurovisión 1989 | Sucesor: "Keine Mauern mehr" Simone Stelzer |
| Predecesor: "Keine Mauern mehr" Simone Stelzer | Austria en el Festival de Eurovisión 1991 | Sucesor: "Zusammen geh'n" Tony Wegas        |

- Datos: Q701077
- Multimedia: Thomas Forstner / Q701077